# Bayan Nur
| Mongolische Bezeichnung | Mongolische Bezeichnung |
| ----------------------- | ----------------------- |
| Mongolische Schrift:    | ᠪᠠᠶᠠᠠᠨᠠᠭᠤᠷ ᠬᠣᠲ          |
| Transliteration:        | bayan naɣur qota        |
| Kyrillische Schrift:    | Баяннуур хот            |
| ISO-Transliteration:    | Baânnuur hot            |
| Transkription:          | Bajannuur chot          |
| Chinesische Bezeichnung |                         |
| Traditionell:           | 巴彥淖爾市              |
| Vereinfacht:            | 巴彦淖尔市              |
| Pinyin:                 | Bāyànnào’ěr Shì         |
| Wade-Giles:             | Pa-yen-nao-êrh Shih     |

Bayan Nur oder Bayannur (chinesisch 巴彥淖爾市 / 巴彦淖尔市, Pinyin Bāyànnào’ěr Shì) ist eine bezirksfreie Stadt im Westen des autonomen Gebiets Innere Mongolei im Norden der Volksrepublik China. Bayan Nur erhielt ihren mongolischen Namen, der „reich an Seen“ bedeutet, aufgrund der zahlreichen Süßwasser-Seen in dem Gebiet.

## Geographie
Bayan Nur liegt im Nordwesten der Inneren Mongolei am Gelben Fluss, der über 333,5 Kilometer die Südgrenze bildet. Im Norden grenzt es über eine Länge von 369 Kilometern an die (äußere) Mongolei. In der Mitte erstreckt sich das Yinshan-Gebirge in Ost-West-Richtung über eine Fläche von 11.000 Quadratkilometern. Nördlich davon befindet sich das etwa 38.000 Quadratkilometer umfassende Urad-Grasland, und südlich davon die etwa 16.000 Quadratkilometer umfassende Hetao-Ebene. Im Gebiet von Bayan Nur gibt es über 300 Seen unterschiedlicher Größe, darunter den 293 Quadratkilometer großen Wulansuhai (oder Ulan Suhai), der das Zentrum des größten Feuchtgebiets im Einzugsgebiet des Gelben Flusses bildet. Die angrenzenden Verwaltungseinheiten sind im Westen der Alxa-Bund, im Süden die Stadt Ordos und im Osten die Stadt Baotou.

## Geschichte
Die Besiedlung von Bayan Nur in der Jungsteinzeit ist durch die bekannten Felsbilder des Yinshan-Gebirges eindrucksvoll belegt.
Zur Zeit der Streitenden Reiche gehörte es zum Zhao-Reich. In dieser Epoche wurde durch das heutige Verwaltungsgebiet bereits ein bedeutender Abschnitt der Großen Mauer errichtet.
Von der Han-Dynastie übernommen, wurden in diesem Gebiet die alt-chinesischen Verwaltungsstrukturen eingeführt. Zu Zeiten der Qing-Dynastie war Bayan Nur in die Innere Mongolei eingegliedert, nach deren Ende, mit Gründung der Republik China, wurde es Teil der Provinz Suiyuan.
Nach Gründung der Volksrepublik China 1949 wurde im März 1950 das Shanba-Kommissariat der Provinz Suiyuan gegründet. 1954 wurde es mit der Auflösung der Provinz Suiyuan in die Verwaltungsregion Hetao (河套行政区) der Autonomen Region Innere Mongolei umgewandelt. 1956 wurden die autonomen Bezirke Bayanhot und Ejin von der Provinz Gansu an die Autonome Region Innere Mongolei abgegeben. Aus diesen wurde 1956 der Bayan-Nur-Bund bzw. die Bayan-Nur-Liga (巴彦淖尔盟,  Bāyànnào’ěr Méng)  gebildet. 1958 wurde auch die Verwaltungsregion Hetao in den Bayan-Nur-Bund eingegliedert. Verwaltungssitz war zunächst Bayangaoer im Kreis Dengkou und ab 1970 Linhe. Zum 1. Dezember 2003 wurde der Bayan-Nur-Bund mit Genehmigung des Staatsrats in die bezirksfreie Stadt Bayan Nur umgewandelt. Hierbei wurde die frühere kreisfreie Stadt Linhe in einen Stadtbezirk umgewandelt.

## Verkehr
Das Straßen- und Autobahnnetz zur Stadt sowie im Verwaltungsgebiet sind modern ausgebaut. Der neu errichtete und im Dezember 2011 eröffnete Flughafen liegt im Kreis Wuyuan, ca. 50 km Autobahnstrecke vom Hauptstadtzentrum entfernt.

## Verwaltungsgliederung
Die Stadt Bayan Nur setzt sich auf Kreisebene aus einem Stadtbezirk, zwei Kreisen und vier Bannern zusammen. Diese sind (mit Einwohnerzahlen bei der Volkszählung 2020):
- (1) Stadtbezirk Linhe (临河区), 2354 km², 582.206 Einwohner, Sitz der Stadtregierung, Verwaltungszentrum;
- (2) Kreis Wuyuan (五原县), 2493 km², 224.809 Einwohner, Hauptort: Großgemeinde Longxingchang (隆兴昌镇);
- (3) Kreis Dengkou (磴口县), 4167 km², 90.196 Einwohner, Hauptort: Großgemeinde Bayangol (巴彦高勒镇);
- (4) Vorderes Urad-Banner (乌拉特前旗), 7476 km², 257.826 Einwohner, Hauptort: Großgemeinde Ulashan (乌拉山镇);
- (5) Mittleres Urad-Banner (乌拉特中旗), 22.606 km², 112.159 Einwohner, Hauptort: Großgemeinde Hailiut (海流图镇);
- (6) Hinteres Urad-Banner (乌拉特后旗), 24.925 km², 53.946 Einwohner, Hauptort: Großgemeinde Bayan Bolig (巴音宝力格镇);
- (7) Hinteres Hanggin-Banner (杭锦后旗), 1767 km², 217.573 Einwohner, Hauptort: Großgemeinde Shanba (陕坝镇).

Wie in China üblich sind riesige Stadtflächen vorhanden. Die Stadtfläche von Bayan Nur entspricht fast einem Fünftel der Gesamtfläche Deutschlands. Der Stadtbezirk Linhe mit einer Einwohnerdichte von 233,64 Einwohnern je km² im Jahr 2010 war der einzige Teil der Stadt, der auch nur annähernd die Bevölkerungsdichte einer großflächigen Kleinstadt besitzt. Außerhalb von China sind Dichten von mehr als 1.000 Einwohnern je km² für Städte üblich.

## Wirtschaft
Bayan Nur ist aufgrund seiner guten Wasser-, Boden-, Licht- und Wärmeverhältnisse ein wichtiger landwirtschaftlicher Produktionsort. Die Region ist reich an mineralischen Rohstoffen, vor allem Pyrit und auch Blei-, Zink- und Kupferreserven. Das Potential für erneuerbare Energien ist aufgrund der durchschnittlichen jährlichen Windgeschwindigkeit von über 8 Metern pro Sekunde und jährlich rund 3.200 Sonnenstunden sehr hoch. Ende 2024 wurde aus Windkraft- und Photovoltaikanlagen 9,8042 Millionen Kilowatt an elektrischer Energie erzeugt.

## Ethnische Gliederung der Bevölkerung von Bayan Nur
Beim Zensus 2000 wurden 1.682.662 Einwohner gezählt. Die Tabelle gibt die ethnische Zusammensetzung wieder.
| Name des Volkes | Einwohner | Anteil |
| --------------- | --------- | ------ |
| Han             | 1.579.969 | 93,9 % |
| Mongolen        | 76.368    | 4,54 % |
| Hui             | 19.835    | 1,18 % |
| Manju           | 4231      | 0,25 % |
| Tujia           | 560       | 0,03 % |
| Tibeter         | 393       | 0,02 % |
| Miao            | 224       | 0,01 % |
| Koreaner        | 211       | 0,01 % |
| Yi              | 178       | 0,01 % |
| Daur            | 166       | 0,01 % |
| Sonstige        | 527       | 0,03 % |

Bei der Volkszählung 2020 waren von der ständigen Bevölkerung 1.426.361 (92,7 %) Han-Chinesen, 84.702 (5,5 %) Mongolen und 27.652 (1,8 %) andere ethnische Minderheiten vertreten. Im Vergleich zur vorangegangenen Volkszählung 2010 sank die Han-Bevölkerung um 142.136 Personen (9,06 %), die der Mongolen um 9.217 Personen (12,21 %) und die der anderen ethnischen Minderheiten um 1.719 Personen (6,63 %).

## Persönlichkeiten
- Li Zhenzhu (* 1985), Leichtathletin
- Gu Cang (* 2002), Biathlet
- Ding Yuhuan (* 2003), Biathletin